# Ісак Лідберг
Ісак Лідберг (швед. Isac Lidberg; нар. 8 вересня 1998, Стокгольм) — шведський футболіст, нападник німецького клубу «Дармштадт 98».

## Клубна кар'єра
Ісак Лідберг народився 1998 року в Стокгольмі, та є вихованцем футбольної школи клубу «Гаммарбю». Професійну футбольну кар'єру розпочав 2015 року в основній команді того ж клубу, проте вже за короткий час керівництво клубу віддало футболіста в оренду до клубу «Енскеде».
У 2017 році Лідберг став гравцем клубу «Отвідабергс ФФ», а у 2018 році він перейшов до норвезького клубу «Старт» (Крістіансанн). Проте в складі «Старта» шведський нападник так і не зіграв, тому що керівництво клубу відразу віддало футболіста в оренду, спочатку до іншого норвезького клубу «Єрв», а потім до норвезького клубу «Гамаркамератене» та шведського клубу «Броммапойкарна». У 2020—2021 роках Лідберг грав у складі шведського клубу «Єфле», де був одним із кращих бомбардирів клубу, відзначившись 22 забитими м'ячами в 37 проведених матчах. У 2021—2023 роках шведський нападник грав у складі нідерландського клубу «Гоу Егед Іглз», а у 2023—2024 роках у складі іншого нідерландського клубу «Утрехт».
У середині 2024 року Ісак Лідберг перейшов до клубу другої Бундесліги «Дармштадт 98». У складі німецького клубу за перші 10 матчів у чемпіонаті зумів відзначитися 9 забитими голами, зокрема 20 вересня 2024 Ісак відзначився хет-триком в переможному матчі 5–3 проти клубу «Шальке 04».

## Виступи за збірні
Ісак Лідберг у 2014 році дебютував у складі юнацької збірної Швеції, загалом на юнацькому рівні грав до 2017 року, та взяв участь у 31 іграх, відзначившись 17 забитими голами.